# モテケン
『モテケン』は、テレビ東京系列局ほかで放送されていた情報バラエティ番組である。テレビ東京とテレビマンユニオンの共同製作。全51回。製作局のテレビ東京では2007年4月9日から2008年3月31日まで、毎週月曜 25:00 - 25:30 （日本標準時）に放送。
モテるために何かを始めたいけれど、最初の一歩をなかなか踏み出せないでいる視聴者にそのきっかけを与えることをコンセプトにしていた。

## 出演者
- 宮崎吐夢（劇団「大人計画」）
- 伊勢志摩（劇団「大人計画」）
- 水原恵理（テレビ東京アナウンサー）

## スタッフ
- ナレーション：キートン山田
- 構成：小早川すすむ
- 編集：太田健二（e-naスタジオ）
- MA：船木優（e-naスタジオ）
- 音響効果：梅津承子（サウンドエッグノッグ）
- イラスト：絵を描く男
- CG：三田邦彦
- 企画プロデュース：加藤義人（テレビマンユニオン）
- ディレクター：三日市篤史
- プロデューサー：越山進（テレビ東京）、日比野壇（テレビ東京）、小林みつこ（テレビマンユニオン）
- 製作：テレビ東京、テレビマンユニオン

## 主なコーナー
- 未来のスターいらっしゃい - 暁玲華と笠川レインの司会で進行していたコーナー。2007年10月から同年12月まで実施。

## 黒い花びら〜ズ
黒い花びら〜ズとは、宮崎が企画し、番組内で結成した、50歳以上の女性アイドルユニットである。メンバーはヤッコ（演歌歌手の若尾ユリ）、コッコ、ヒーコの3名。
番組内でユニット名作成の企画があり、「産む機械」や「Hey K's」など多数の候補があったが、最終的に「黒い花びら〜ズ」に決まった。そして2008年3月8日に上野恩賜公園野外ステージで、m.c.A・T作曲、宮崎吐夢作詞、八反田リコ振付のデビューソング「私がオバサンになってる」を披露する初コンサートを行った。このコンサートで1001人以上の観客を集めると公約していたが、それを達成できなかったため、黒い花びら〜ズはその日をもって解散した。しかし宮崎は、「何か月後かに再結成します」という意味深な発言を残している。

## 放送局
2007年10月1日までは系列地方局や東海地方・近畿地方の独立UHF局でも放送されていたが、同年秋の改編で打ち切りが相次いだため、その翌週からはテレビ東京のみで放送のローカル番組になった。
| 放送対象地域   | 放送局         | 系列           | 放送日時           | 備考         |
| -------------- | -------------- | -------------- | ------------------ | ------------ |
| 関東広域圏     | テレビ東京     | テレビ東京系列 | 月曜 25:00 - 25:30 | 製作局       |
| 北海道         | テレビ北海道   | テレビ東京系列 | 土曜 26:45 - 27:15 | 途中打ち切り |
| 愛知県         | テレビ愛知     | テレビ東京系列 | 金曜 26:28 - 26:58 | 途中打ち切り |
| 大阪府         | テレビ大阪     | テレビ東京系列 | 金曜 27:05 - 27:35 | 途中打ち切り |
| 岡山県・香川県 | テレビせとうち | テレビ東京系列 | 月曜 25:28 - 25:58 | 途中打ち切り |
| 福岡県         | TVQ九州放送    | テレビ東京系列 | 水曜 26:38 - 27:08 | 途中打ち切り |
| 岐阜県         | 岐阜放送       | 独立UHF局      | 金曜 26:28 - 26:58 | 途中打ち切り |
| 三重県         | 三重テレビ     | 独立UHF局      | 金曜 26:28 - 26:58 | 途中打ち切り |
| 滋賀県         | びわ湖放送     | 独立UHF局      | 金曜 27:05 - 27:35 | 途中打ち切り |
| 京都府         | KBS京都        | 独立UHF局      | 金曜 27:05 - 27:35 | 途中打ち切り |
| 兵庫県         | サンテレビ     | 独立UHF局      | 金曜 27:05 - 27:35 | 途中打ち切り |
| 奈良県         | 奈良テレビ     | 独立UHF局      | 金曜 27:05 - 27:35 | 途中打ち切り |
| 和歌山県       | テレビ和歌山   | 独立UHF局      | 金曜 27:05 - 27:35 | 途中打ち切り |